# Thélémites
 (avril 2025).
Motif : Notoriété à prouver. Objet de l'article peu clair.
- Archive Wikiwix
- Bing
- Cairn
- DuckDuckGo
- E. Universalis
- Gallica
- Google
- G. Books
- G. News
- G. Scholar
- Persée
- Qwant
- (zh) Baidu
- (ru) Yandex
- (wd) trouver des œuvres sur Wikidata

| 1. | Préciser le motif de la pose du bandeau. | Précisez le motif de la pose du bandeau en utilisant la syntaxe suivante : {{admissibilité à vérifier\|date=avril 2025\|motif=remplacez ce texte par le motif}}                 |
| 2. | Informer les utilisateurs concernés.     | Pensez à avertir le créateur de l'article, par exemple, en insérant le code ci-dessous sur sa page de discussion : {{subst:avertissement admissibilité à vérifier\|Thélémites}} |

Les Thélémites suivent la philosophie de Thelema.
Dans Gargantua, Rabelais désigne par ce nom la communauté religieuse qui lui sert de critique contre les communautés religieuses de son époque et lui permet d'exposer la façon dont il perçoit Dieu et la religion.
Chez Rabelais, la seule règle de cette communauté est « Fais ce que voudras » (Gargantua, chapitre 57).